# Carabus monilis
Carabus monilis är en skalbaggsart som beskrevs av Fabricius 1792. Carabus monilis ingår i släktet Carabus, och familjen jordlöpare. Arten har ej påträffats i Sverige.

## Bildgalleri

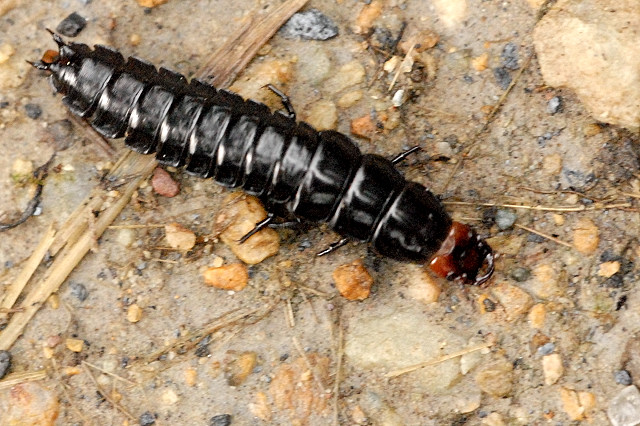
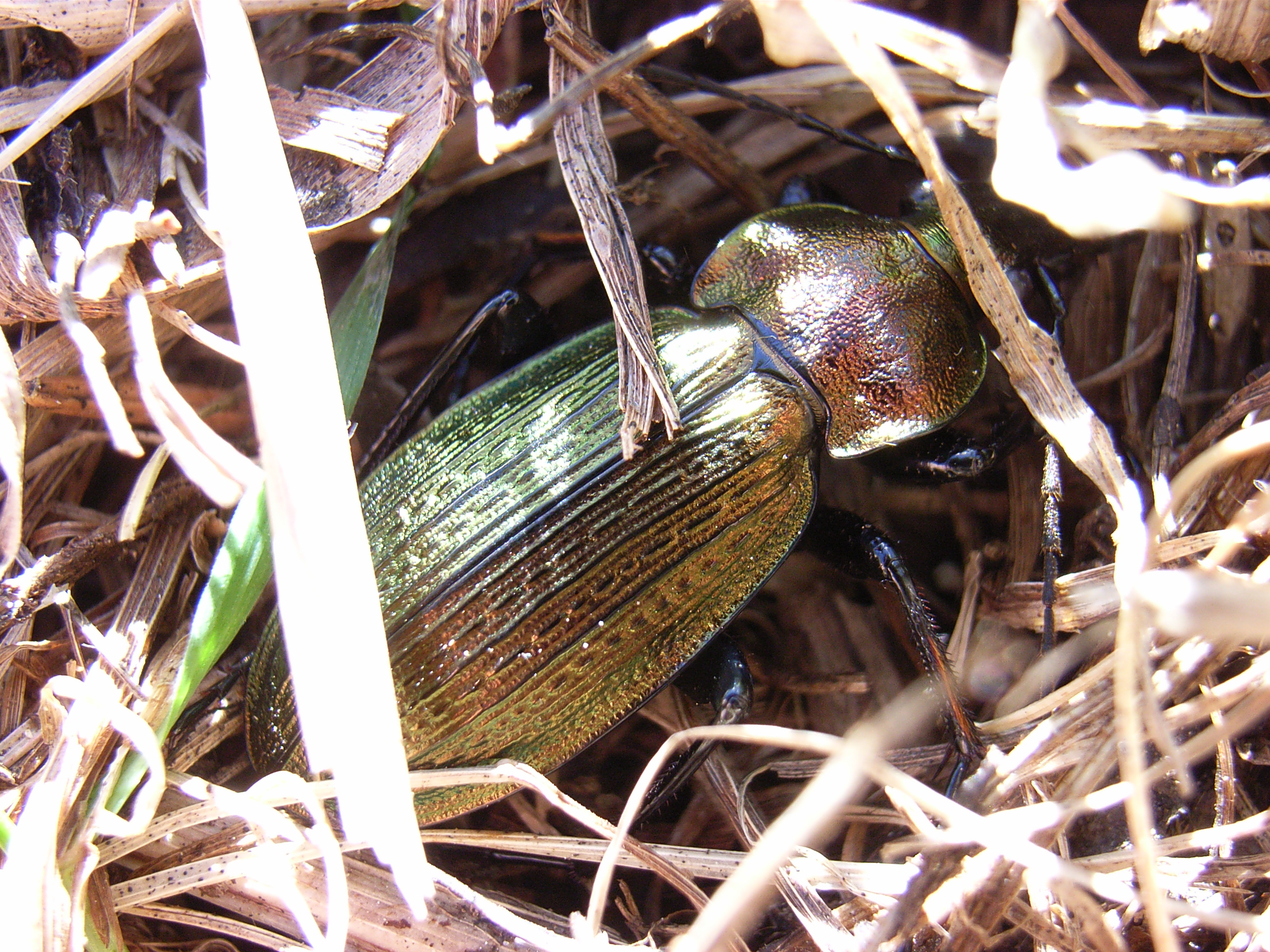
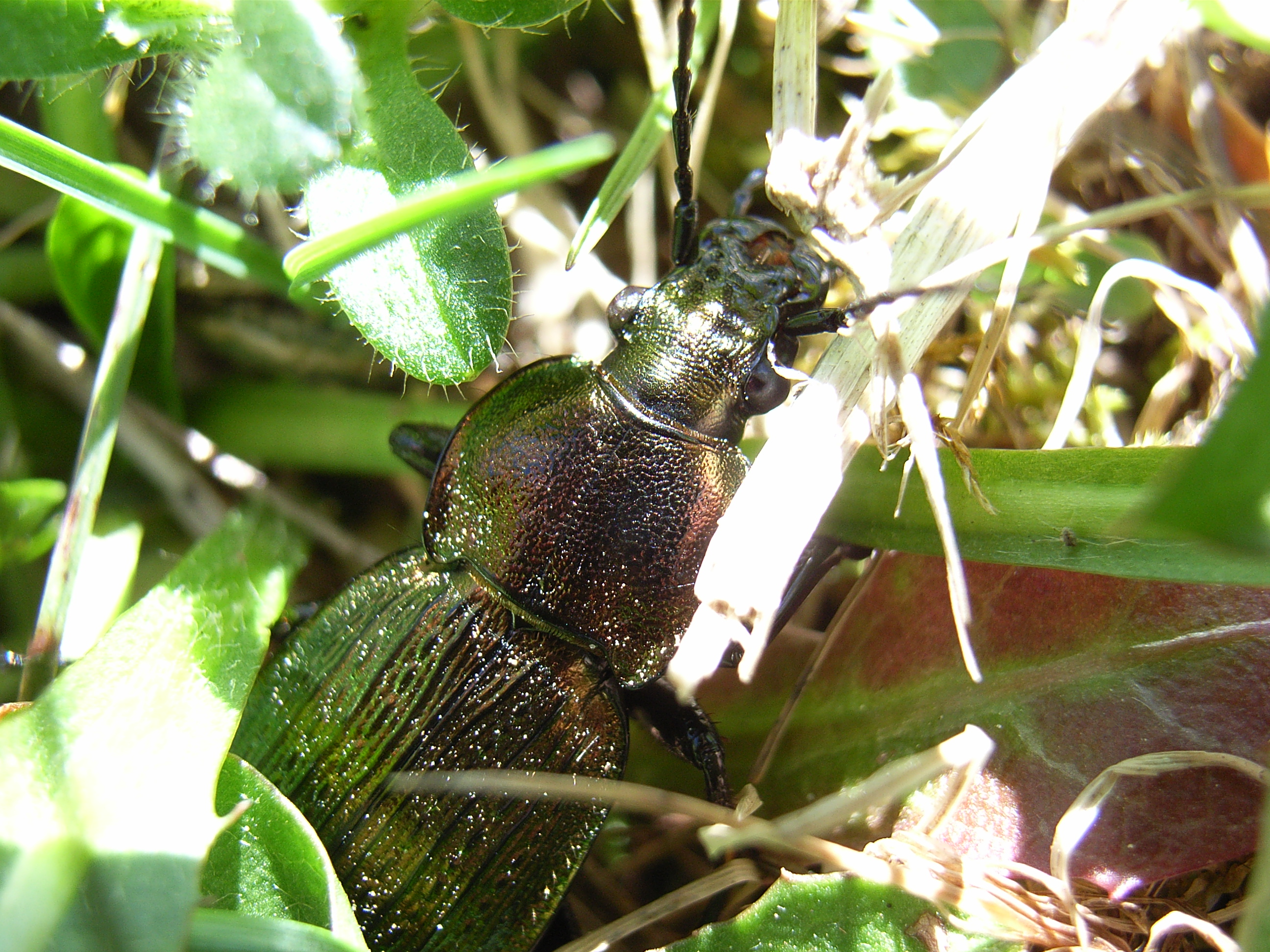
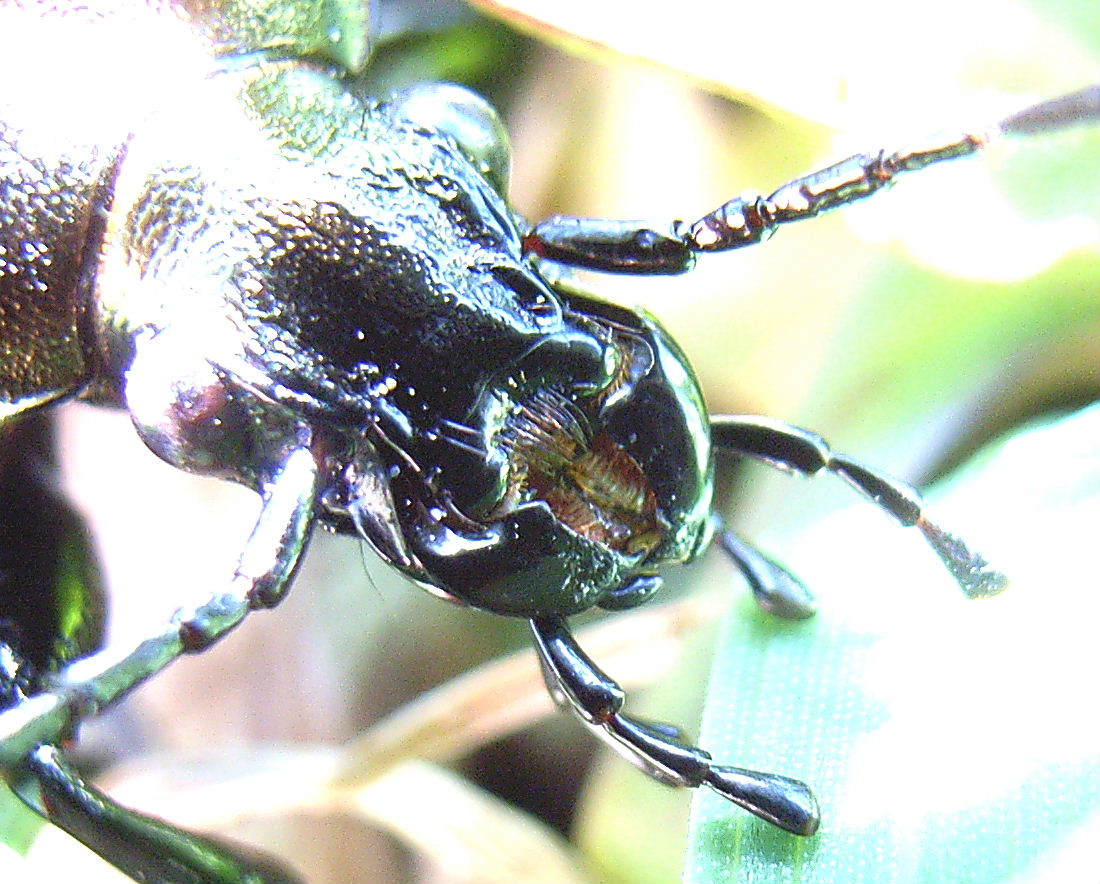
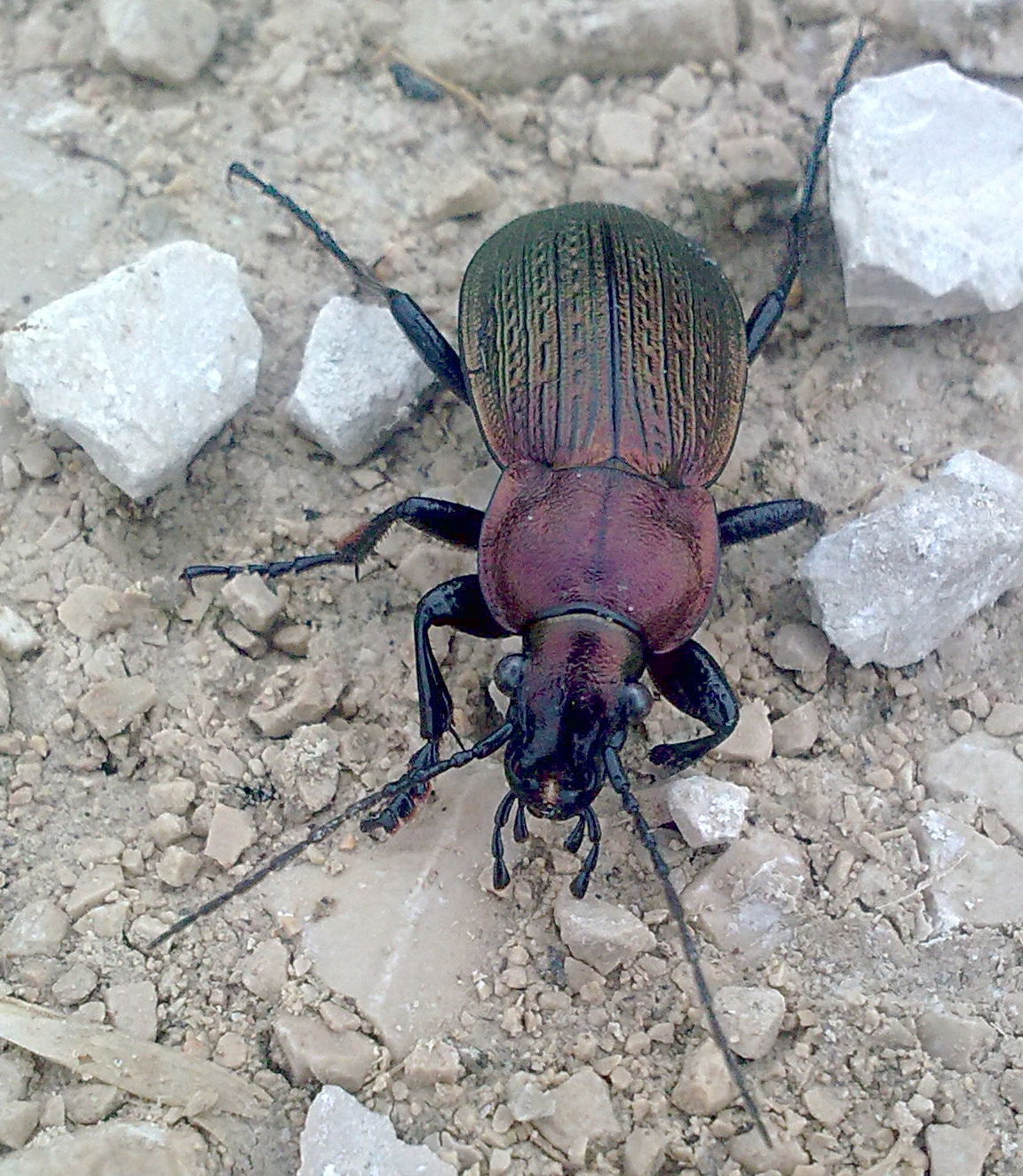
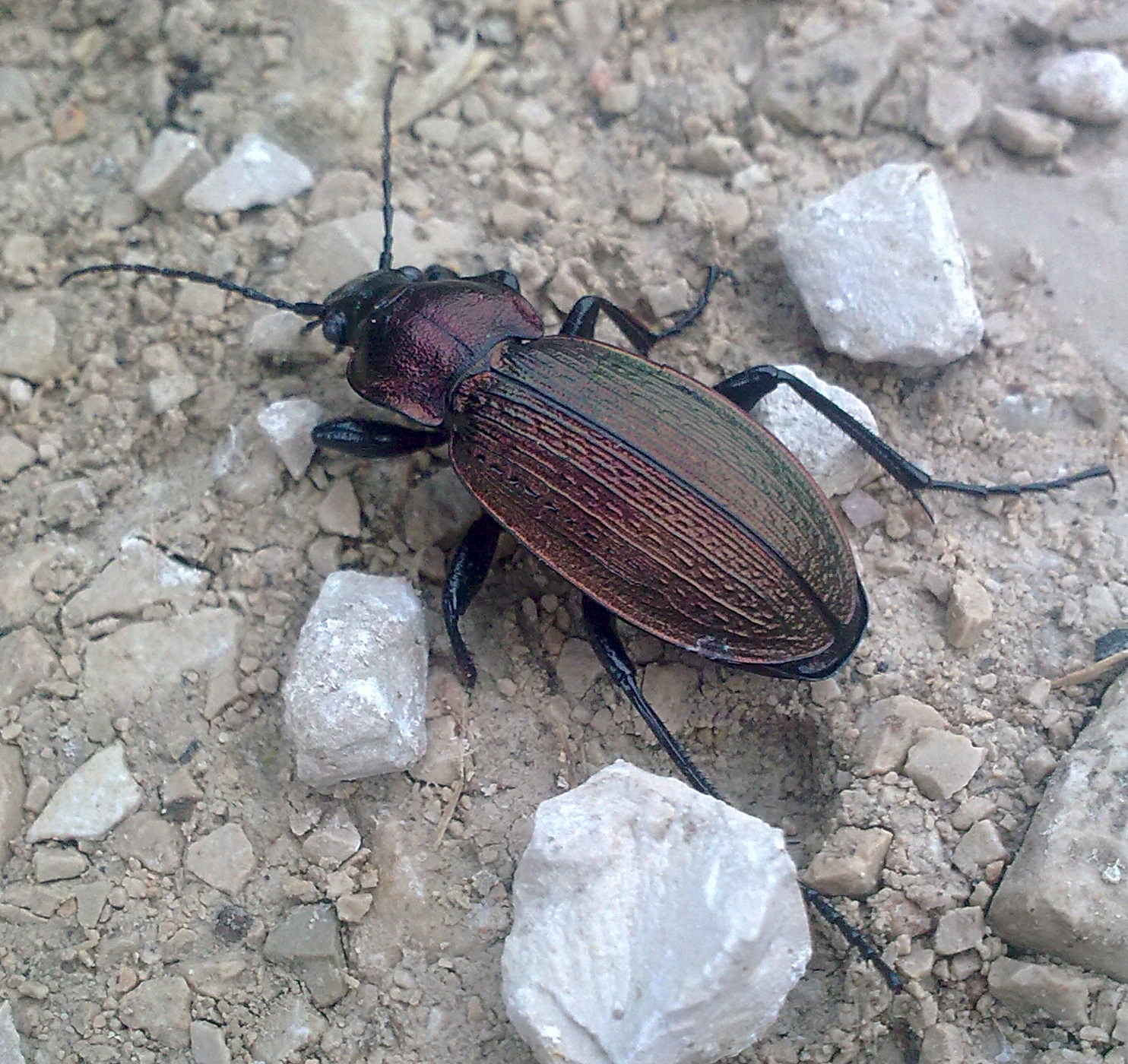